# François Bovesse

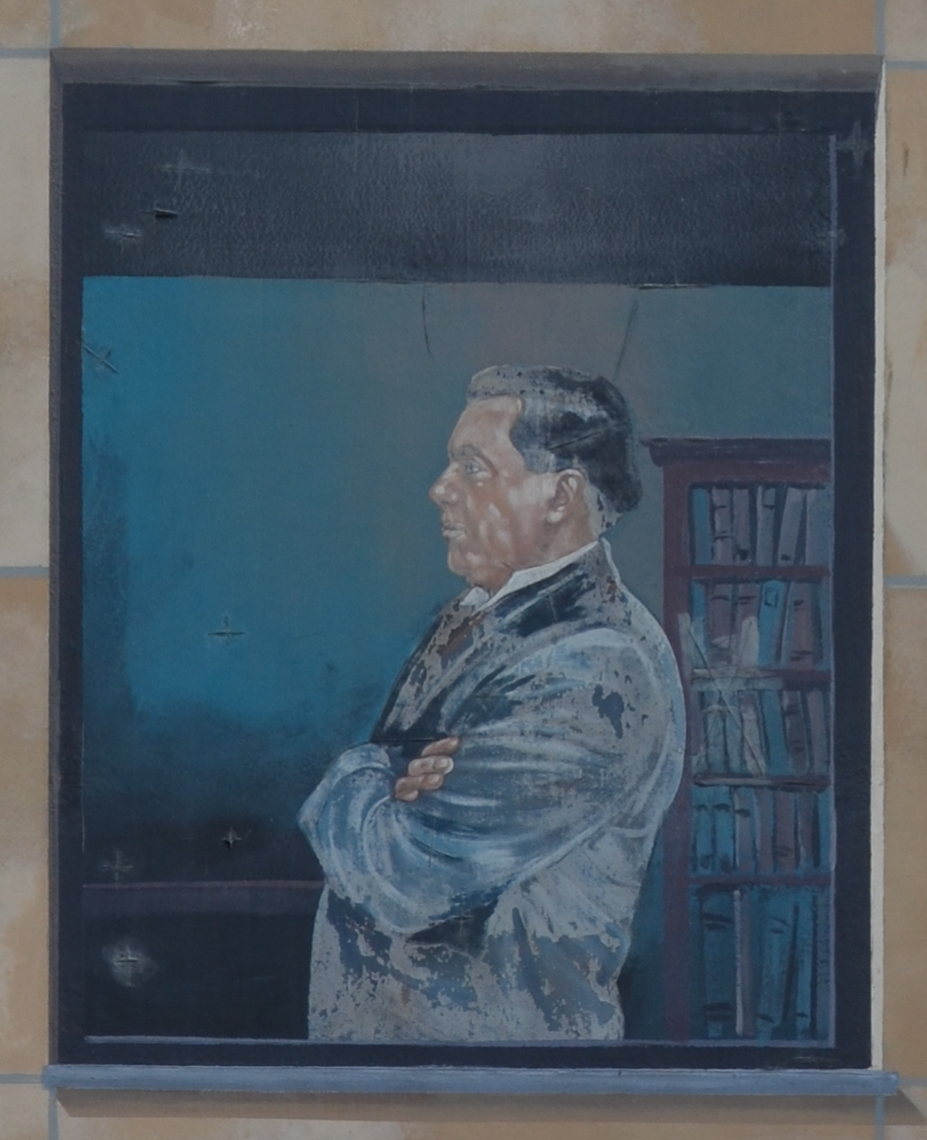
François Bovesse

François Louis Charles Marie Bovesse (* 10. Juni 1890 in Namur, Provinz Namur; † 1. Februar 1944 ebenda) war ein belgischer Politiker der Parti Libéral und unter anderem zweimal Justizminister Belgiens.

## Leben

### Rechtsanwalt und Eintritt für die Interessen Walloniens
Bovesse, der 1908 als Mitglied der Parti Libéral beitrat, studierte nach dem Schulbesuch Rechtswissenschaften an der Universität Lüttich. Bereits während des Studiums engagierte er sich, inspiriert durch Jules Destrée, in Organisationen zur Förderung der Interessen Walloniens und wurde 1911 Mitglied der Freunde der wallonischen Kunst in Namur. Zur Förderung der Kunst und Interessen Walloniens gründete er 1912 die Zeitschrift Sambre et Meuse, die nicht nur kulturelle Aspekte aufnahm, sondern auch zum Sprachrohr einer militanten Politik in Wallonien wurde. Daneben wurde er Mitglied der Wallonischen Liga im Arrondissement Namur und außerdem Sekretär der Jungen Garde Walloniens (Jeune Garde de Wallonie) in Namur.
Nach Ausbruch des Ersten Weltkrieges trat er in die belgischen Streitkräfte und nahm 1914 an der Schlacht von Lüttich, Antwerpen und der Ersten Flandernschlacht teil. Nachdem er eine Verwundung erlitten hatte, wurde er Mitarbeiter der Militärstaatsanwaltschaft in Calais.
Nach Ende des Ersten Weltkrieges erhielt er 1918 seine anwaltliche Zulassung und ließ sich als Rechtsanwalt in Namur nieder. Daneben setzte er sein Engagement für die Interessen Walloniens fort und war Funktionär der Wallonischen Liga in Namur und Mitglied der Nationeln Union Walloniens sowie 1923 Gründer des Komitees des Fête de la Région wallonne, mit dem seither am dritten Sonntag im September der Teilnahme Walloniens an der Belgischen Revolution von 1830 gedacht wird. Bovesse, der 1927 Mitglied der Wallonischen Versammlung wurde, trat außerdem für eine Eigenständigkeit und Gleichrangigkeit der wallonischen Sprache im flämisch-wallonischen Konflikt ein, um eine „Flamisierung“ Walloniens entgegenzutreten.

### Justizminister, Provinzgouverneur und Ermordung
Am 12. Juni 1934 wurde er als Nachfolger von Paul-Émile Janson von Premierminister Charles de Broqueville erstmals zum Justizminister Belgiens berufen und bekleidete dieses Amt auch in der darauf folgenden Regierung von Premierminister Georges Theunis bis zu seiner Ablösung durch Eugène Soudan am 25. März 1935. Das Amt des Justizministers bekleidete er ein zweites Mal vom 13. Juni 1936 bis zum 14. April 1937 in der Regierung von Premierminister Paul van Zeeland, als er von Hubert Pierlot abgelöst wurde. Auch in dieser Funktion verteidigte er die Positionen des Mouvement Wallon durch das Französisch-Belgische Verteidigungsabkommen sowie die Ablehnung einer Amnestie und die dadurch bedingte weitere Bekämpfung der faschistischen Bewegung der Rexisten.
1937 wurde er zum Gouverneur der Provinz Namur ernannt und sprach sich in dieser Funktion für eine Dezentralisierung der Verwaltung aus, um dadurch die Positionen der Provinzen zu stärken. Nach der Besetzung Belgiens durch die deutsche Wehrmacht während des Westfeldzuges im Zweiten Weltkrieg verlor Bovesse 1940 das Amt des Gouverneurs und nahm seine Tätigkeit als Rechtsanwalt wieder auf. In der Folgezeit sprach er sich sowohl gegen die Besatzungsmacht als auch gegen die Kollaboration mit dieser aus.
Am 1. Februar 1944 kam François Bovesse bei einem Attentat der Rexisten ums Leben.
Bei der 2005 ausgestrahlten Fernsehsendung Le plus grand Belge (Der größte Belgier) des wallonischen Senders RTBF wurde er mehr als 50 Jahre nach seiner Ermordung auf Platz 93 gewählt.